# زون لرزه‌ای

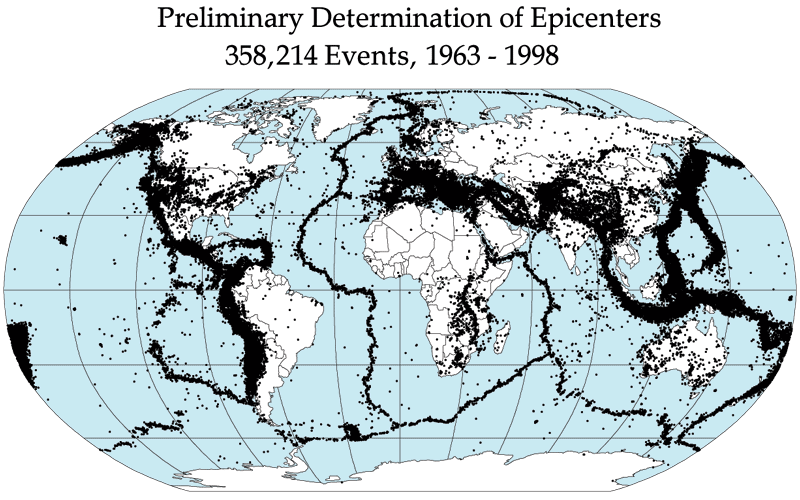
رومرکزهای زمین‌لرزه در سال‌های ۱۹۶۳ تا ۱۹۹۸

در لرزه‌شناسی، زون لرزه‌ای (انگلیسی: Seismic zone) یا کمربند لرزه‌ای به منطقه‌ای لرزه‌خیز گفته می‌شود که به‌طور بالقوه دارای یک عامل لرزه‌ای مشترک است. زون لرزه‌ای همچنین ممکن است منطقه‌ای بر روی نقشه باشد که برای محاسبه حرکات احتمالی زمین، نرخ لرزه‌خیزی مشترک برای آن در نظر گرفته شده‌است. در تعریف قدیمی، زون لرزه‌ای به منطقه ای روی نقشه گفته می‌شود که در آن سطح مشترکی از طراحی لرزه‌ای مورد نیاز است.
زون واداتی–بنیوف یک نمونه زون لرزه‌ای است که در آن یک تختال در زون فرورانش به زیر رانده می‌شود.